# Kevin von Glendalough

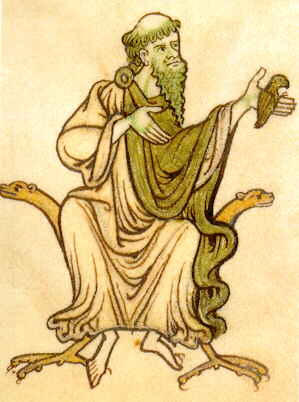
Buchmalerei von Kevin von Glendalough

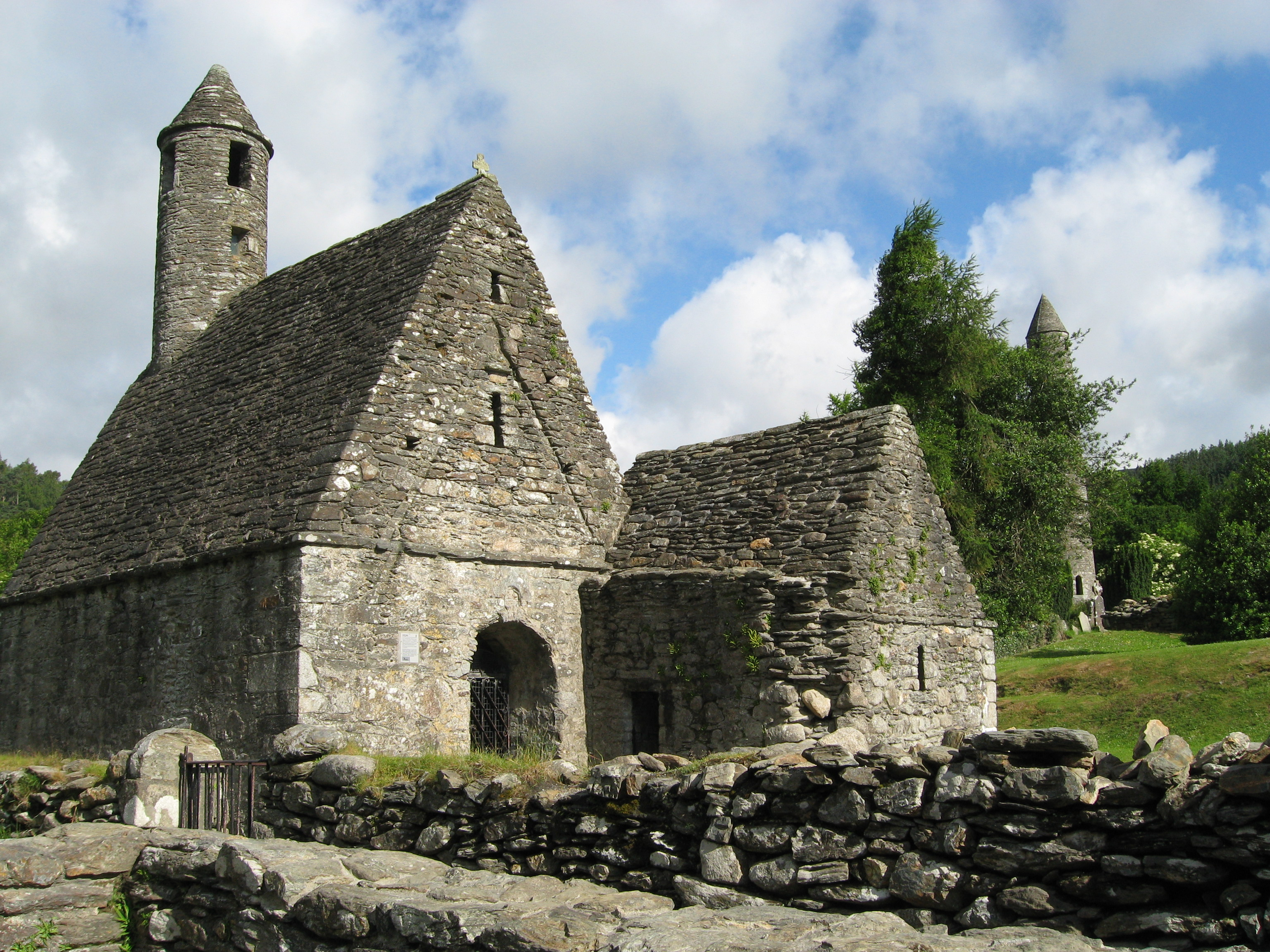
St. Kevins Kirche, Glendalough, Irland

Kevin von Glendalough oder auch Kevin von Wicklow bzw. Kevin von den Engeln, altirisch Cóemgen, irisch Caoimhín, (* angeblich um 498 in der Nähe von Dublin; † 3. Juni 618 in Glendalough) ist ein irischer Heiliger des 6. und 7. Jahrhunderts. Er ist der Patron der irischen Hauptstadt Dublin und der gleichnamigen Erzdiözese. Sein Gedenktag ist der 3. Juni; teilweise wird er aber auch am 6. Juni gefeiert. Über Kevins Leben ist wenig Genaues bekannt, da die ältesten schriftlichen Überlieferungen über ihn erst 500 bis 600 Jahre nach seinem Tod entstanden.
Kevin stammte aus königlichem Geschlecht. Angeblich wirkte er schon früh Wunder und bereits vor seiner Geburt wurde seinen Eltern von einem Engel verkündet, dass ihr Sohn „Vater vieler Mönche“ sein werde, weswegen sie ihn zur religiösen Ausbildung ins Kloster Kilnamanagh bei Dublin schickten. Nach einer Wallfahrt nach Rom zog er sich nach Glendalough im County Wicklow zurück. Dort fand er schnell Anhänger und gründete um 549 am oberen der beiden Seen von Glendalough die Abtei, der er bis zu seinem Tod als Abt vorstand. Dort unterwies er viele Menschen im asketischen Leben. Er selbst lebte meist zurückgezogen im Wald und am Ufer des Sees; die Fundamente seiner „Zelle“ im Wald (Saint Kevin’s Cell) und die Höhle, in der er angeblich schlief (Saint Kevin’s Bed) sind bis heute erhalten. Unklar ist, ob er auch Bischof war. Jedenfalls waren die nachfolgenden Äbte seiner Abtei immer auch gleichzeitig Bischof der Diözese Glendalough, die die heutige Diözese Dublin abdeckte, welche sich damals nur auf das Stadtgebiet Dublins beschränkte. Die Diözese Glendalough bestand bis Anfang des 13. Jahrhunderts.
Die Abtei entwickelte sich nach Kevins Tod schnell zu einem Mittelpunkt des christlichen Lebens und nahe dem unteren See entwickelte sich die große Klosterstadt mit einem typisch irischen Rundturm, der Kathedrale und der Sankt Kevins Kirche. Die meisten der heute noch zu besichtigenden Ruinen in Glendalough stammen wahrscheinlich aus dem 10. bis 12. Jahrhundert und wurden an den Stellen gebaut, an denen schon in Kevins Zeit bzw. in den Jahren nach seinem Tod einfachere Gebäude aus Holz und anderen Materialien standen. Sie wurden im Verlauf des 19. Jahrhunderts mit verbliebenem Original-Baumaterial rekonstruiert.
Kevin ist auch Patron der Amseln, mit denen er häufig dargestellt wird, da er sich ein Leben im Einklang mit der Natur wünschte und daher angeblich oft von Vögeln begleitet wurde. Das Patronat der Amseln beruht auf der Erzählung, dass eine Amsel in der Fastenzeit, als Kevin mit ausgebreiteten Armen betete, ein Ei in seine Hand gelegt haben soll. Kevin sei dann in der Gebetshaltung geblieben, bis das Ei ausgebrütet war und das Junge davonfliegen konnte. Er soll sich unter Tieren wohler gefühlt haben als unter Menschen, und es gibt zahlreiche Erzählungen über seinen Umgang mit Tieren.
Kevin starb um 618 angeblich im biblischen Alter von 120 Jahren. Sein Grab wurde schnell das Ziel zahlreicher Wallfahrten. Obwohl es 1368 von englischen Truppen angegriffen und zerstört wurde, blieb das Kloster noch bis 1539 bestehen, als es vom englischen König Heinrich VIII. – wie alle katholischen Klöster im Königreich – aufgelöst wurde. 1903 wurde Kevin heiliggesprochen (Kultbestätigung).